# Thelypteris membranifera
Thelypteris membranifera är en kärrbräkenväxtart som först beskrevs av Carl Frederik Albert Christensen och Roland Napoléon Bonaparte, och fick sitt nu gällande namn av C. Reed. Thelypteris membranifera ingår i släktet Thelypteris och familjen Thelypteridaceae. Inga underarter finns listade.